# Jan Van Esbroeck
Jan Van Esbroeck (Mechelen, 30 september 1968) is een Belgisch Vlaams-nationalistisch politicus voor de Nieuw-Vlaamse Alliantie (N-VA).

## Levensloop
Van Esbroeck behaalde een diploma technisch secundair onderwijs. Hij werkte van 1990 tot 2010 als maritiem bediende in de Antwerpse haven bij de controle van scheepsladingen op kwaliteit en kwantiteit.
Hij was in 2004 oprichter van de N-VA-afdeling in Kalmthout en tot 2013 hiervan voorzitter. Van januari 2013 tot december 2020 was hij er gemeenteraadslid en fractievoorzitter voor N-VA in de gemeenteraad.
Van 2010 tot 2014 was Van Esbroeck voor de N-VA lid van de Kamer van volksvertegenwoordigers. Vervolgens was Van Esbroeck van 2014 tot 2019 lid van het Vlaams Parlement, waar hij ondervoorzitter was van de commissie Buitenlands Beleid, Europese Aangelegenheden, Internationale Samenwerking, Toerisme en Onroerend Erfgoed en van 2014 tot 2016 in de commissie Landbouw, Visserij en Plattelandsbeleid en van 2016 tot 2019 in de commissie Brussel en Vlaamse Rand zetelde. In juli 2014 werd hij door het Vlaams Parlement afgevaardigd als deelstaatsenator in de Senaat. Ook zetelde hij van 2010 tot 2014 in de Raadgevende Interparlementaire Beneluxraad. Bij de Vlaamse verkiezingen van 26 mei 2019 kreeg hij geen plaats meer op de N-VA-lijst.
Hij is vader van drie kinderen.